# Festival Eurovisão da Canção 2000
O Festival Eurovisão da Canção 2000 (em inglês: Eurovision Song Contest 2000, em francês: Concours Eurovision de la chanson 2000 e em sueco: Eurovisionens Melodi Festival 2000)  foi o 45º Festival Eurovisão da Canção e realizou-se em 13 de maio de 2000 em Estocolmo, capital da Suécia. Os apresentadores foram Anders Lundin e Kattis Ahlström. Os Olsen Brothers foram os vencedores deste Festival Eurovisão da Canção interpretando a canção em inglês "Fly on the Wings of Love" (Voar nas asas do amor) representando a Dinamarca. No dia da sua vitória, Jørgen Olsen tinha 50 anos e 61 dias de idade, fazendo dele o artista mais velho a vencer o concurso. No entanto, ele só manteve o recorde durante um ano, quando Dave Benton triunfou em 2001, com a idade de 50 anos e 101 dias. Portugal não pôde devido a não ter tido um bom resultado no ano anterior (mesmo assim, foi realizado o Festival RTP da Canção desse ano).

## Local

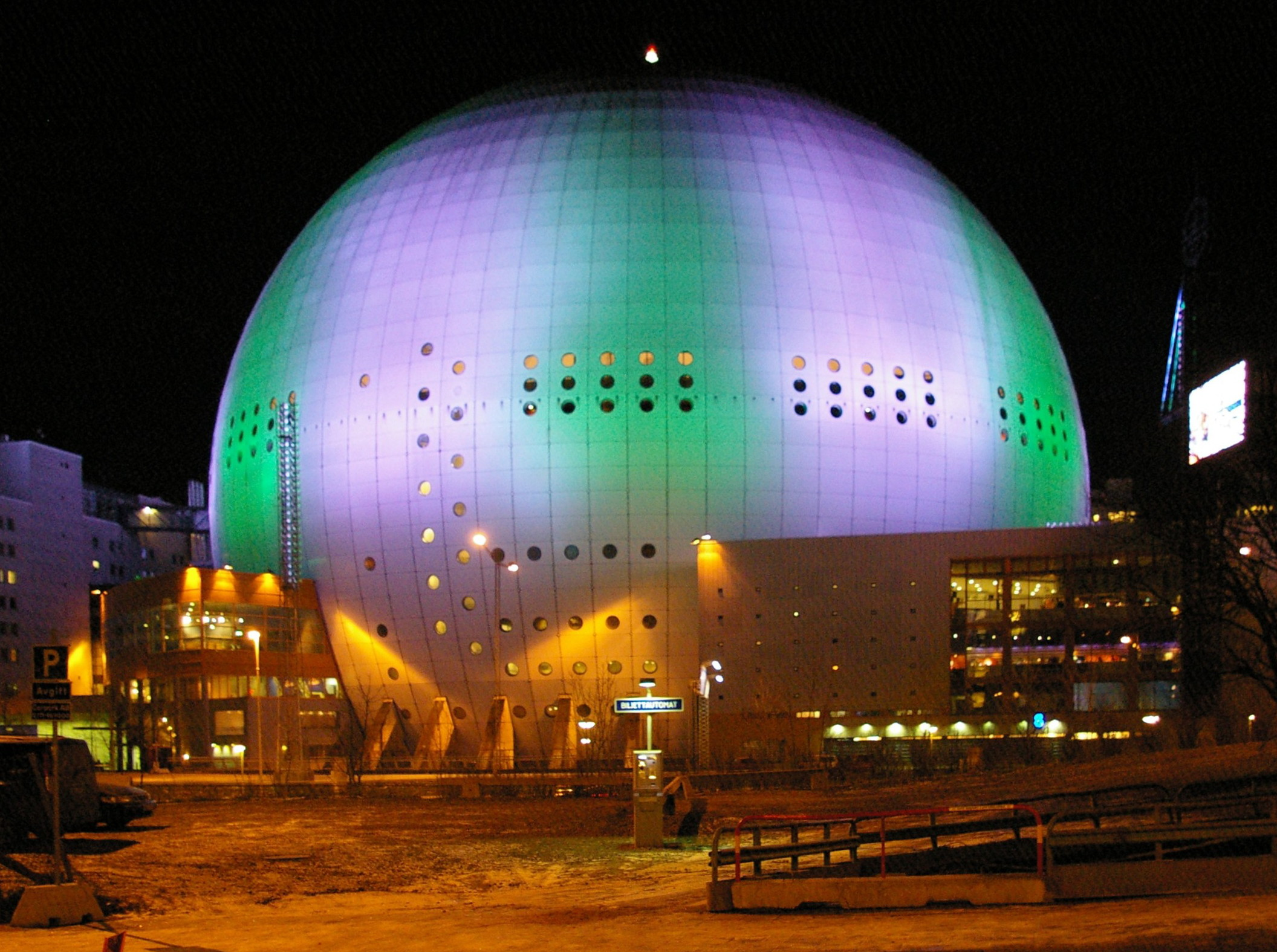
O Ericsson Globen, em Estocolmo, na Suécia.

O Festival Eurovisão da Canção 2000 ocorreu em Estocolmo, na Suécia. Estocolmo  é a capital e maior cidade da Suécia. É a sede do governo sueco, representado na figura do Riksdagen, o parlamento nacional do país, além de ser a residência oficial dos membros da monarquia sueca. Estocolmo é o maior e mais importante centro urbano, cultural, político, financeiro, comercial e administrativo da Suécia desde o século XIII. Sua localização estratégica sobre 14 ilhas no centro-sul da costa leste da Suécia, ao longo do Lago Malar, tem sido historicamente importante. Uma vez que a capital sueca está situada sobre ilhas conhecidas por sua beleza, a cidade é destino de turistas de todo o mundo, tendo sido apelidada nos últimos anos de "Veneza do Norte". Estocolmo é conhecida pelos seus edifícios e monumentos extremamente bem preservados, por seus arborizados parques, por sua riquíssima vida cultural e gastronômica, e pela gigantesca qualidade de vida que oferece a seus moradores. Há décadas, Estocolmo figura como uma das cidades mais visitadas dos países nórdicos, com mais de um milhão de turistas internacionais anualmente. Nos últimos anos, tem sido citada entre as cidades mais "habitáveis" do mundo, sendo uma das mais limpas, organizadas e seguras do mundo.
O festival em si realizou-se no Ericsson Globen, na época, o maior local escolhido para sediar a competição, com uma capacidade de 16 000 espectadores.

## Formato
A SVT anunciou a 7 de julho de 1999 que o concurso seria organizado na Ericsson Globen, em Estocolmo. Outros possíveis candidatos teriam sido Scandinavium de Gotemburgo e Malmömässan em Malmö., que já tinham sediado o Festival Eurovisão da Canção em 1985 e 1992, respectivamente. O Globe foi escolhido porque Estocolmo não hospedava o concurso desde 1975 e que seria um pouco mais barato do que as outras opções.
As regras desta edição foram publicadas a 23 de setembro de 1999.
O favorito este ano era a Estónia, que também era o país favorito dos fãs. No entanto, a Dinamarca tomou o controlo das votações, vencendo à Rússia que conseguiu um honroso segundo lugar e a Letónia um terceiro.
A Eslováquia, a Grécia e a Hungria decidiram não competir por razões financeiras. Os cinco países de resultados com a média mais baixa dos últimos cinco concursos que haviam participado (Bósnia e Herzegovina, Lituânia, Polónia, Portugal e Eslovénia) foram excluídos, o que significaria que cinco países poderiam voltar. Estes países foram: a Finlândia, a Macedónia, a Roménia, a Rússia e a Suíça. A Letónia também se juntou à competição como o único país estreante.
Pela primeira vez, uma compilação de CD oficial foi lançada. Continha todas as músicas das nações participantes e estava disponível em toda a Europa, tal como foi tentado no ano anterior.
Israel, que abriu a competição, entrou com um grupo que agitavam as bandeiras israelenses e sírias defendendo a paz entre as duas nações. Esta foi considerada uma das piores músicas de sempre da Eurovisão.
Nos Países Baixos, a NOS decidiu tomar conta a meio da transmissão do concurso, por causa do desastre de foguetes em Enschede. Mais tarde, a NOS declarou que era tanto por razões práticas, bem como porque achou inapropriado transmitir um programa de entretenimento, na noite de um evento tão catastrófico". Como resultado, o televoto teve que ser suspenso e os votos holandeses foram dados por um júri.
A primeira edição do terceiro milénio do festival é considerada um ponto sem retorno, já que foi apresentado como um festival modernizado da Eurovisão com um design adaptado a uma grande arena e mudança de temas, estilos de design na produção televisiva, com o objetivo de atrair para um público mais jovem.
O concurso também foi transmitido no Canadá, na Austrália, no Japão, nos Estados Unidos e através da Internet, pela primeira vez.
O logótipo da edição de 2000 consistia num par de lábios entreabertos. Os seus projetistas a descreveram como uma boca sensual e estilizada e como a representação confusa dos conceitos de música, fala e diálogo. Este logótipo encontrou grande sucesso, ao ponto de entrar na lista três anos depois, para se tornar o logótipo oficial do concurso.

## Votação
19 dos 24 países usaram o televoto, onde, às 10 canções mais votadas, eram atriuídos 12, 10, 8, 7, 6, 5, 4, 3, 2, 1 ponto, com um júri de salvaguarda, em caso de erros. Um júri nacional era usado em casos de força maior, em que não se pudesse utilizar o televoto. Nos restantes países, foi usado o júri.
A supervisora executiva da EBU foi Christine Marchal-Ortiz.
Durante a votação, a câmera fez vários close-ups dos artistas, em particular dos Olsen Brothers, Alsou, Brainstorm e Ines.

## Participações individuais
Durante cerca de 10 meses, todos os países foram escolhendo os seus representantes, assim como as músicas que os mesmos interpretaram em Jerusalém. Para realizar tal selecção, cada país utilizou o seu próprio processo de selecção. Alguns optaram pela selecção interna, que consiste em a televisão organizadora daquele país fazer a escolha; no entanto, por vezes apenas o artista é seleccionado internamente, e a música não. Outros países (a maioria), utilizou um programa de televisão para seleccionar a sua entrada. Quartos de final, semifinais, second-chances e finais, foram realizados durante nos meses antecedentes do Festival (até março) na maioria dos países europeus, cada um com o seu processo próprio.
Predefinição:Participações Individuais ESC2000

## Participantes

Países participantes

| País               | Título original da Canção                     | Artista               | Processo                                                  | Data da Selecção        |
| País               | Tradução em Português                         | Idioma                | Processo                                                  | Data da Selecção        |
| ------------------ | --------------------------------------------- | --------------------- | --------------------------------------------------------- | ----------------------- |
| Alemanha           | "Wadde hadde dudde da?"                       | Stefan Raab           | Countdown Grand Prix 2000                                 | 18 de fevereiro de 2000 |
| Alemanha           | O que tens aí?                                | Alemão                | Countdown Grand Prix 2000                                 | 18 de fevereiro de 2000 |
| Áustria            | "All To You"                                  | The Rounder Girls     | Seleção Interna                                           | -                       |
| Áustria            | Tudo para Ti                                  | Inglês                | Seleção Interna                                           | -                       |
| Bélgica            | "On aura le ciel"                             | Sofia Mestari         | Concours Eurovision de la Chanson – Finale Nationale 2000 | 18 de fevereiro de 2000 |
| Bélgica            | Nós teremos o céu                             | Francês               | Concours Eurovision de la Chanson – Finale Nationale 2000 | 18 de fevereiro de 2000 |
| Chipre             | "Nomiza" (Νόμιζα)                             | Voice                 | Kíprii Telikoú tis Diagonismós Tragoudioú Eurovision 2000 | 16 de fevereiro de 2000 |
| Chipre             | Eu acreditei                                  | Grego & Italiano      | Kíprii Telikoú tis Diagonismós Tragoudioú Eurovision 2000 | 16 de fevereiro de 2000 |
| Croácia            | "Kad zaspu anđeli"                            | Goran Karan           | Dora 2000                                                 | 19 de fevereiro de 2000 |
| Croácia            | Quando os anjos caem no sono                  | Croata                | Dora 2000                                                 | 19 de fevereiro de 2000 |
| Dinamarca          | "Fly on the Wings of Love"                    | Olsen Brothers        | Dansk Melodi Grand-Prix 2000                              | 19 de fevereiro de 2000 |
| Dinamarca          | Voa nas asas do amor                          | Inglês                | Dansk Melodi Grand-Prix 2000                              | 19 de fevereiro de 2000 |
| Espanha            | "Colgado de un sueño"                         | Serafín Zubiri        | Eurocanción 2000                                          | 8 de fevereiro de 2000  |
| Espanha            | Pendurados num sonho                          | Castelhano            | Eurocanción 2000                                          | 8 de fevereiro de 2000  |
| Estónia            | "Once in a Lifetime"                          | Ines                  | Eurolaul 2000                                             | 5 de fevereiro de 2000  |
| Estónia            | Uma vez na vida                               | Inglês                | Eurolaul 2000                                             | 5 de fevereiro de 2000  |
| Finlândia          | "A Little Bit"                                | Nina Åström           | Euroviisut 2000                                           | 12 de fevereiro de 2000 |
| Finlândia          | Um pouco                                      | Inglês                | Euroviisut 2000                                           | 12 de fevereiro de 2000 |
| França             | "On aura le ciel"                             | Sofia Mestari         | Eurovision - La sélection 2000                            | 2 de março de 2000      |
| França             | Nós teremos o céu                             | Francês               | Eurovision - La sélection 2000                            | 2 de março de 2000      |
| Irlanda            | "Millennium of Love"                          | Eamon Toal            | Eurosong 2000                                             | 20 de fevereiro de 2000 |
| Irlanda            | Milénio de amor                               | Inglês                | Eurosong 2000                                             | 20 de fevereiro de 2000 |
| Islândia           | "Tell Me!"                                    | August & Telma        | Íslenska Söngvakeppni Sjónvarpsins 2000                   | 26 de fevereiro de 2000 |
| Islândia           | Diz-me                                        | Inglês                | Íslenska Söngvakeppni Sjónvarpsins 2000                   | 26 de fevereiro de 2000 |
| Israel             | "Sameyakh" (שמייח)                            | PingPong              | Seleção interna                                           | -                       |
| Israel             | Ser feliz                                     | Hebraico              | Seleção interna                                           | -                       |
| Letónia            | "My Star"                                     | Brainstorm            | Eirodziesma 2000                                          | 26 de fevereiro de 2000 |
| Letónia            | A minha estrela                               | Inglês                | Eirodziesma 2000                                          | 26 de fevereiro de 2000 |
| Macedónia do Norte | "100% te ljubam" (100% те љубам)              | XXL                   | Makedonski nacionalen finalen Evrovizija 2000             | 7 de março de 2000      |
| Macedónia do Norte | Amo-te 100%                                   | Macedónio & Inglês    | Makedonski nacionalen finalen Evrovizija 2000             | 7 de março de 2000      |
| Malta              | "Desire"                                      | Claudette Pace        | Festival Tal-Kanzunetta Maltija 2000                      | 15 de janeiro de 2000   |
| Malta              | Desejo                                        | Inglês & Maltês       | Festival Tal-Kanzunetta Maltija 2000                      | 15 de janeiro de 2000   |
| Noruega            | "My Heart Goes Boom"                          | Charmed               | Melodi Grand-Prix 2000                                    | 4 de março de 2000      |
| Noruega            | O meu coração vai explodir                    | Inglês                | Melodi Grand-Prix 2000                                    | 4 de março de 2000      |
| Países Baixos      | "No Goodbyes"                                 | Linda Wagenmakers     | Nationaal Songfestival 2000                               | 27 de fevereiro de 2000 |
| Países Baixos      | Sem despedidas                                | Inglês                | Nationaal Songfestival 2000                               | 27 de fevereiro de 2000 |
| Reino Unido        | "Don't Play That Song Again"                  | Nicki French          | A song for Europe 2000                                    | 20 de fevereiro de 2000 |
| Reino Unido        | Não ponhas a tocar essa canção novamente      | Inglês                | A song for Europe 2000                                    | 20 de fevereiro de 2000 |
| Roménia            | "The Moon"                                    | Taxi                  | A song for Europe 2000                                    | 20 de fevereiro de 2000 |
| Roménia            | A Lua                                         | Inglês                | A song for Europe 2000                                    | 20 de fevereiro de 2000 |
| Rússia             | "Solo"                                        | Alsou                 | Seleção interna                                           | -                       |
| Rússia             | Só                                            | Inglês                | Seleção interna                                           | -                       |
| Suécia             | "When Spirits Are Calling My Name"            | Roger Pontare         | Melodifestivalen 2000                                     | 10 de março de 2000     |
| Suécia             | Quando os espíritos estão chamando o meu nome | Inglês                | Melodifestivalen 2000                                     | 10 de março de 2000     |
| Suíça              | "La vita cos'è?"                              | Jane Bogaert          | Finale Svizzero 2000                                      | 29 de janeiro de 2000   |
| Suíça              | O que é a vida?                               | Italiano              | Finale Svizzero 2000                                      | 29 de janeiro de 2000   |
| Turquia            | "Yorgunum Anla"                               | Pınar Ayhan & The SOS | Eurovision Şarkı Yarışması Türkiye Finali 2000            | 29 de janeiro de 2000   |
| Turquia            | Compreende que estou cansada                  | Turco & Inglês        | Eurovision Şarkı Yarışması Türkiye Finali 2000            | 29 de janeiro de 2000   |

## Festival
A abertura da competição começou com um vídeo sobre a Suécia contemporânea. A boca do logótipo, sobreposta às imagens, indicava os nomes dos vinte e quatro países participantes. O vídeo terminou com uma vista aérea do Globen. A câmera então mostrou o interior da sala na penumbra, depois fazendo um close-up no palco. Caroline Lundgren, concertina da Orquestra Sinfónica Jovenil de Estocolmo, vestindo um traje tradicional sueco, apareceu cumprimentou a Europa.
O palco consistia num pódio branco circular, afiado com retângulos brilhantes. Dois ecrãs gigantes ladeando no pódio: à esquerda, rectangular, mostrava os cartões postais, as apresentações dos artistas e o quadro de votação; um caminho reto, circular, mostrou o logotipo com as cores da bandeira nacional dos países participantes e porta-vozes nacionais. No mesmo pódio, ficavam cinco pilares brancos, móveis e rotativos. A sua frente estava equipado com uma tela vertical para imagens que projetava as apresentações. Este foi realmente a primeira vez que os artistas foram acompanhados durante as suas performances através de vídeos que ilustram o tema de cada canção. Estes cinco pilares podem ser combinadas para formar um terceiro ecrã gigante. Por fim, no topo do pódio estava pendurado uma tela circular branca e para trás, ficavam três fileiras de retângulos brilhantes.
Os apresentadores foram Kattis Ahlström e Anders Lundin, que falaram aos espectadores, maioritariamente em inglês e mais raramente em francês e sueco.
Os cartões postais consistiam em temas suecos que incorporavam cada nação em algum aspecto. Todos os cartões postais foram filmados em Estocolmo, na Suécia, no entanto, a única exceção foi o cartão postal para a Suécia, filmado antes da Expo 2000 em Hanôver, na Alemanha.
O intervalo começou com um solo de violino, interpretado por Caroline Lundgren. Depois veio um vídeo intitulado Once Upon a Time Europe Covered With Ice, dirigido por Johan Söderberg e produzido por John Nordling. Havia crianças e músicos, filmados em todos os países participantes, tocando a partitura de Söderberg. Em paralelo, cenas da vida cotidiana foram montadas. No final do vídeo, Caroline Lundgren reapareceu no palco com o seu violino. Ela foi acompanhada pelos músicos de rua de Estocolmo, a banda Bounce. Juntos, eles realizaram um balé na extensão do vídeo, acompanhado pelas percussões dos Drumcorps Strängnäs.
| #   | País               | Idioma             | Artista               | Canção                             | Lugar | Pontuação |
| --- | ------------------ | ------------------ | --------------------- | ---------------------------------- | ----- | --------- |
| 1º  | Israel             | Hebraico           | PingPong              | "Sameyakh" (שמייח)                 | 22º   | 7         |
| 2º  | Países Baixos      | Inglês             | Linda Wagenmakers     | "No Goodbyes"                      | 13º   | 40        |
| 3º  | Reino Unido        | Inglês             | Nicki French          | "Don't Play That Song Again"       | 16º   | 28        |
| 4º  | Estónia            | Inglês             | Ines                  | "Once in a Lifetime"               | 4º    | 98        |
| 5º  | França             | Francês            | Sofia Mestari         | "On aura le ciel"                  | 23º   | 5         |
| 6º  | Roménia            | Inglês             | Taxi                  | "The Moon"                         | 17º   | 25        |
| 7º  | Malta              | Inglês & Maltês    | Claudette Pace        | "Desire"                           | 8º    | 73        |
| 8º  | Noruega            | Inglês             | Charmed               | "My Heart Goes Boom"               | 11º   | 57        |
| 9º  | Rússia             | Inglês             | Alsou                 | "Solo"                             | 2º    | 155       |
| 10º | Bélgica            | Inglês             | Nathalie Sorce        | "Envie de vivre"                   | 24º   | 2         |
| 11º | Chipre             | Grego & Italiano   | Voice                 | "Nomiza" (Νόμιζα)                  | 21º   | 8         |
| 12º | Islândia           | Inglês             | August & Telma        | "Tell Me!"                         | 12º   | 45        |
| 13º | Espanha            | Castelhano         | Serafín Zubiri        | "Colgado de un sueño"              | 18º   | 18        |
| 14º | Dinamarca          | Inglês             | Olsen Brothers        | "Fly on the Wings of Love"         | 1º    | 195       |
| 15º | Alemanha           | Alemão             | Stefan Raab           | "Wadde hadde dudde da?"            | 5º    | 96        |
| 16º | Suíça              | Italiano           | Jane Bogaert          | "La vita cos'è?"                   | 20º   | 14        |
| 17º | Croácia            | Croata             | Goran Karan           | "Kad zaspu anđeli"                 | 9º    | 70        |
| 18º | Suécia             | Inglês             | Roger Pontare         | "When Spirits Are Calling My Name" | 7º    | 88        |
| 19º | Macedónia do Norte | Macedónio & Inglês | XXL                   | "100% te ljubam" (100% те љубам)   | 15º   | 29        |
| 20º | Finlândia          | Inglês             | Nina Åström           | "A Little Bit"                     | 18º   | 18        |
| 21º | Letónia            | Inglês             | Brainstorm            | "My Star"                          | 3º    | 136       |
| 22º | Turquia            | Turco & Inglês     | Pınar Ayhan & The SOS | "Yorgunum Anla"                    | 10º   | 59        |
| 23º | Irlanda            | Inglês             | Eamon Toal            | "Millennium of Love"               | 6º    | 92        |
| 24º | Áustria            | Inglês             | The Rounder Girls     | "All To You"                       | 14º   | 34        |

### Resultados
A ordem de votação no Festival Eurovisão da Canção 2000, foi a seguinte:

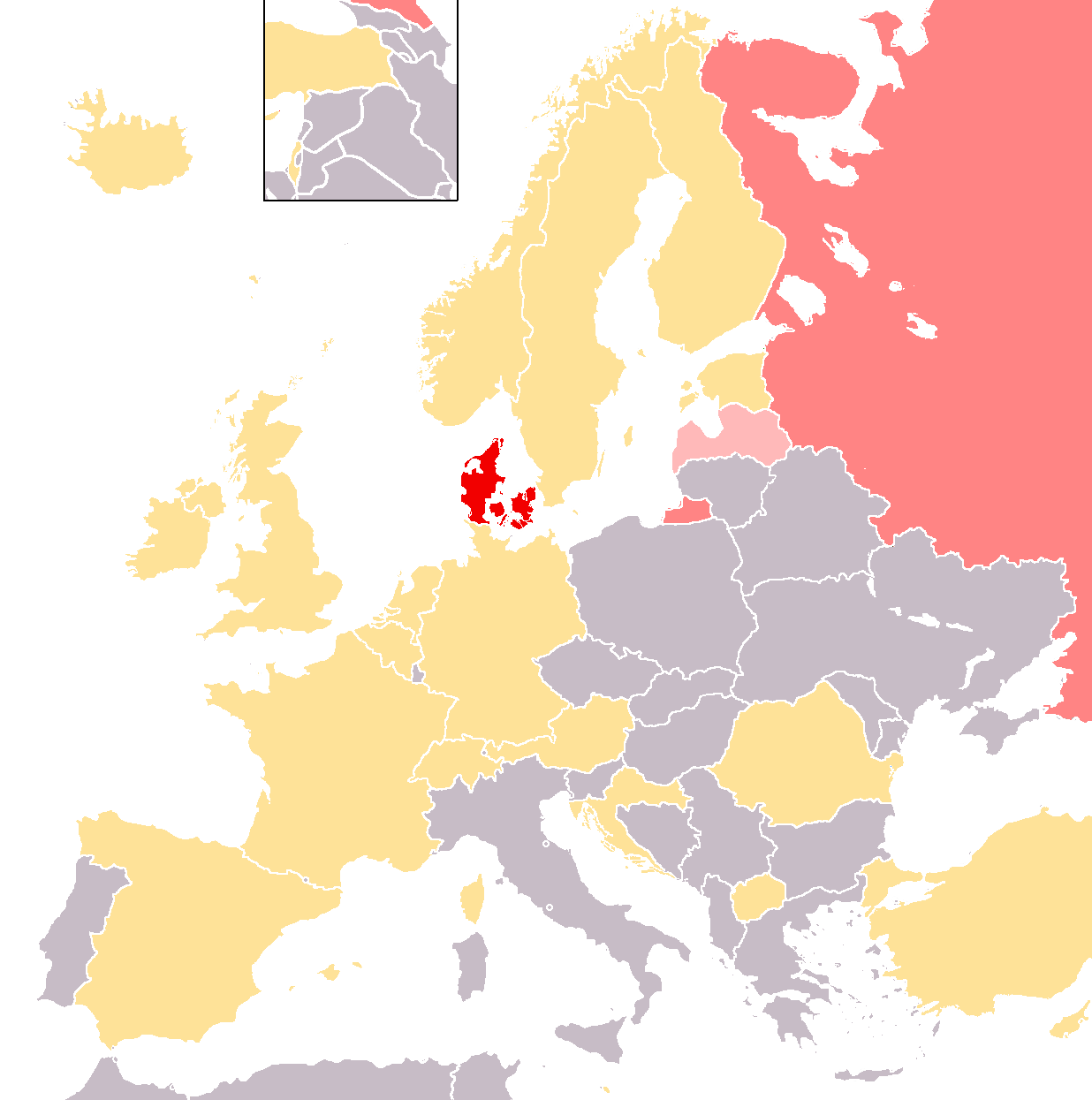
Vencedor
2º classificado
3º classificado

| Países Votantes    | Países Pontuados | Países Pontuados | Países Pontuados | Países Pontuados | Países Pontuados | Países Pontuados | Países Pontuados | Países Pontuados | Países Pontuados | Países Pontuados | Países Pontuados | Países Pontuados | Países Pontuados | Países Pontuados | Países Pontuados | Países Pontuados | Países Pontuados | Países Pontuados | Países Pontuados   | Países Pontuados | Países Pontuados | Países Pontuados | Países Pontuados     | Países Pontuados |
| ------------------ | ---------------- | ---------------- | ---------------- | ---------------- | ---------------- | ---------------- | ---------------- | ---------------- | ---------------- | ---------------- | ---------------- | ---------------- | ---------------- | ---------------- | ---------------- | ---------------- | ---------------- | ---------------- | ------------------ | ---------------- | ---------------- | ---------------- | -------------------- | ---------------- |
| Países Votantes    | Israel           | Países Baixos    | Reino Unido      | Estónia          | França           | Roménia          | Malta            | Noruega          | Rússia           | Bélgica          | Chipre           | Islândia         | Espanha          | Dinamarca        | Alemanha         | Suíça            | Croácia          | Suécia           | Macedónia do Norte | Finlândia        | Letónia          | Turquia          | República da Irlanda | Áustria          |
| Israel             |                  | 8                | 1                | 6                |                  |                  | 3                | 7                | 10               |                  |                  | 5                |                  | 12               |                  |                  |                  |                  |                    |                  | 4                |                  | 2                    |                  |
| Países Baixos      |                  |                  |                  | 7                | 2                |                  | 1                |                  |                  |                  |                  |                  |                  | 10               | 8                | 6                |                  |                  |                    | 5                | 4                | 12               | 3                    |                  |
| Reino Unido        |                  |                  |                  | 4                |                  |                  | 2                | 3                | 8                |                  |                  |                  |                  | 12               | 5                |                  |                  | 6                |                    |                  | 7                |                  | 10                   | 1                |
| Estónia            |                  |                  | 2                |                  |                  |                  | 1                | 3                | 10               |                  |                  | 6                |                  | 8                |                  |                  |                  | 5                |                    | 7                | 12               |                  | 4                    |                  |
| França             | 6                | 2                |                  |                  |                  |                  |                  |                  | 5                |                  |                  |                  |                  | 7                | 10               |                  | 8                | 1                |                    |                  | 3                | 12               | 4                    |                  |
| Roménia            |                  |                  | 3                | 6                |                  |                  | 7                |                  | 12               |                  |                  |                  | 5                | 1                |                  |                  | 8                |                  | 10                 | 4                |                  |                  | 2                    |                  |
| Malta              |                  | 5                | 6                | 7                |                  |                  |                  | 3                | 12               |                  | 1                |                  |                  | 8                |                  |                  |                  | 4                |                    |                  |                  |                  | 10                   | 2                |
| Noruega            |                  |                  |                  | 4                |                  |                  | 2                |                  | 8                |                  |                  | 7                |                  | 10               | 3                |                  |                  | 5                |                    |                  | 12               | 1                | 6                    |                  |
| Rússia             |                  |                  |                  |                  | 3                | 6                | 8                |                  |                  |                  |                  |                  | 2                | 12               | 4                | 5                | 10               |                  | 7                  |                  | 1                |                  |                      |                  |
| Bélgica            |                  | 8                |                  | 2                |                  |                  | 1                |                  | 7                |                  |                  |                  |                  | 10               | 6                |                  |                  | 5                |                    |                  | 12               | 3                | 4                    |                  |
| Chipre             |                  | 5                | 3                | 6                |                  |                  | 8                |                  | 12               |                  |                  |                  | 10               | 4                |                  |                  |                  |                  | 2                  |                  | 1                |                  | 7                    |                  |
| Islândia           |                  | 1                |                  | 5                |                  |                  |                  | 7                | 8                |                  |                  |                  |                  | 12               | 6                |                  |                  | 4                |                    |                  | 10               |                  | 2                    | 3                |
| Espanha            |                  | 4                |                  |                  |                  |                  | 1                |                  | 5                |                  |                  |                  |                  | 10               | 12               |                  | 2                | 6                |                    |                  | 7                |                  | 3                    | 8                |
| Dinamarca          |                  |                  |                  | 4                |                  |                  | 3                | 7                | 6                |                  |                  | 12               |                  |                  | 2                |                  |                  | 10               |                    |                  | 8                | 1                | 5                    |                  |
| Alemanha           |                  | 1                |                  | 5                |                  |                  | 3                |                  | 4                |                  |                  |                  |                  | 12               |                  |                  | 6                | 8                |                    |                  | 7                | 10               |                      | 2                |
| Suíça              |                  |                  |                  |                  |                  |                  |                  |                  | 2                |                  |                  |                  | 1                | 10               | 12               |                  | 6                | 3                |                    |                  | 7                | 5                | 8                    | 4                |
| Croácia            |                  | 2                | 4                | 6                |                  | 7                | 8                |                  | 12               |                  | 3                |                  |                  |                  | 1                |                  |                  |                  | 10                 |                  |                  |                  | 5                    |                  |
| Suécia             |                  |                  |                  | 6                |                  |                  | 3                | 7                | 5                |                  |                  | 8                |                  | 12               |                  |                  |                  |                  |                    | 2                | 10               | 1                | 4                    |                  |
| Macedónia do Norte | 1                |                  |                  |                  |                  | 12               | 8                |                  | 7                | 2                | 4                |                  |                  |                  |                  |                  | 10               | 6                |                    |                  | 3                | 5                |                      |                  |
| Finlândia          |                  |                  |                  | 8                |                  |                  |                  |                  | 5                |                  |                  |                  |                  | 10               | 2                |                  | 6                | 7                |                    |                  | 12               | 4                | 1                    | 3                |
| Letónia            |                  |                  | 3                | 10               |                  |                  | 4                | 6                |                  |                  |                  | 7                |                  | 12               | 8                | 2                |                  |                  |                    |                  |                  |                  | 1                    | 5                |
| Turquia            |                  | 3                | 6                | 2                |                  |                  | 5                | 10               |                  |                  |                  |                  |                  | 1                |                  |                  | 8                | 12               |                    |                  |                  |                  | 7                    | 4                |
| Irlanda            |                  | 1                |                  | 7                |                  |                  | 3                | 4                | 10               |                  |                  |                  |                  | 12               | 5                |                  |                  | 6                |                    |                  | 8                |                  |                      | 2                |
| Áustria            |                  |                  |                  | 3                |                  |                  | 2                |                  | 7                |                  |                  |                  |                  | 10               | 12               | 1                | 6                |                  |                    |                  | 8                | 5                | 4                    |                  |
| Total              | 7                | 40               | 28               | 98               | 5                | 25               | 73               | 57               | 155              | 2                | 8                | 45               | 18               | 195              | 96               | 14               | 70               | 88               | 29                 | 18               | 136              | 59               | 92                   | 34               |
| Lugar              | 22º              | 13º              | 16º              | 4º               | 23º              | 17º              | 8º               | 11º              | 2º               | 24º              | 21º              | 12º              | 18º              | 1º               | 5º               | 20º              | 9º               | 7º               | 15º                | 18º              | 3º               | 10º              | 6º                   | 14º              |
| Países Votantes    | Israel           | Países Baixos    | Reino Unido      | Estónia          | França           | Roménia          | Malta            | Noruega          | Rússia           | Bélgica          | Chipre           | Islândia         | Espanha          | Dinamarca        | Alemanha         | Suíça            | Croácia          | Suécia           | Macedónia do Norte | Finlândia        | Letónia          | Turquia          | República da Irlanda | Áustria          |
| Países Votantes    | Países Pontuados |                  |                  |                  |                  |                  |                  |                  |                  |                  |                  |                  |                  |                  |                  |                  |                  |                  |                    |                  |                  |                  |                      |                  |

| Países Votantes    | Países Pontuados | Países Pontuados | Países Pontuados | Países Pontuados | Países Pontuados | Países Pontuados | Países Pontuados | Países Pontuados | Países Pontuados | Países Pontuados | Países Pontuados | Países Pontuados | Países Pontuados | Países Pontuados | Países Pontuados | Países Pontuados | Países Pontuados | Países Pontuados | Países Pontuados   | Países Pontuados | Países Pontuados | Países Pontuados | Países Pontuados     | Países Pontuados |
| ------------------ | ---------------- | ---------------- | ---------------- | ---------------- | ---------------- | ---------------- | ---------------- | ---------------- | ---------------- | ---------------- | ---------------- | ---------------- | ---------------- | ---------------- | ---------------- | ---------------- | ---------------- | ---------------- | ------------------ | ---------------- | ---------------- | ---------------- | -------------------- | ---------------- |
| Países Votantes    | Israel           | Países Baixos    | Reino Unido      | Estónia          | França           | Roménia          | Malta            | Noruega          | Rússia           | Bélgica          | Chipre           | Islândia         | Espanha          | Dinamarca        | Alemanha         | Suíça            | Croácia          | Suécia           | Macedónia do Norte | Finlândia        | Letónia          | Turquia          | República da Irlanda | Áustria          |
| Israel             | 0                | 8                | 1                | 6                | 0                | 0                | 3                | 7                | 10               | 0                | 0                | 5                | 0                | 12               | 0                | 0                | 0                | 0                | 0                  | 0                | 4                | 0                | 2                    | 0                |
| Países Baixos      | 0                | 8                | 1                | 13               | 2                | 0                | 4                | 7                | 10               | 0                | 0                | 5                | 0                | 22               | 8                | 6                | 0                | 0                | 0                  | 5                | 8                | 12               | 5                    | 0                |
| Reino Unido        | 0                | 8                | 1                | 17               | 2                | 0                | 6                | 10               | 18               | 0                | 0                | 5                | 0                | 34               | 13               | 6                | 0                | 6                | 0                  | 5                | 15               | 12               | 15                   | 1                |
| Estónia            | 0                | 8                | 3                | 17               | 2                | 0                | 7                | 13               | 28               | 0                | 0                | 11               | 0                | 42               | 13               | 6                | 0                | 11               | 0                  | 12               | 27               | 12               | 19                   | 1                |
| França             | 6                | 10               | 3                | 17               | 2                | 0                | 7                | 13               | 33               | 0                | 0                | 11               | 0                | 49               | 23               | 6                | 8                | 12               | 0                  | 12               | 30               | 24               | 23                   | 1                |
| Roménia            | 6                | 10               | 6                | 23               | 2                | 0                | 14               | 13               | 45               | 0                | 0                | 11               | 5                | 50               | 23               | 6                | 16               | 12               | 10                 | 16               | 30               | 24               | 25                   | 1                |
| Malta              | 6                | 15               | 12               | 30               | 2                | 0                | 14               | 16               | 57               | 0                | 1                | 11               | 5                | 58               | 23               | 6                | 16               | 16               | 10                 | 16               | 30               | 24               | 35                   | 3                |
| Noruega            | 6                | 15               | 12               | 34               | 2                | 0                | 16               | 16               | 65               | 0                | 1                | 18               | 5                | 68               | 26               | 6                | 16               | 21               | 10                 | 16               | 42               | 25               | 41                   | 3                |
| Rússia             | 6                | 15               | 12               | 34               | 5                | 6                | 24               | 16               | 65               | 0                | 1                | 18               | 7                | 80               | 30               | 11               | 26               | 21               | 17                 | 16               | 43               | 25               | 41                   | 3                |
| Bélgica            | 6                | 23               | 12               | 36               | 5                | 6                | 25               | 16               | 72               | 0                | 1                | 18               | 7                | 90               | 36               | 11               | 26               | 26               | 17                 | 16               | 55               | 28               | 45                   | 3                |
| Chipre             | 6                | 28               | 15               | 42               | 5                | 6                | 33               | 16               | 84               | 0                | 1                | 18               | 17               | 94               | 36               | 11               | 26               | 26               | 19                 | 16               | 56               | 28               | 52                   | 3                |
| Islândia           | 6                | 29               | 15               | 47               | 5                | 6                | 33               | 23               | 92               | 0                | 1                | 18               | 17               | 106              | 42               | 11               | 26               | 30               | 19                 | 16               | 66               | 28               | 54                   | 6                |
| Espanha            | 6                | 33               | 15               | 47               | 5                | 6                | 34               | 23               | 97               | 0                | 1                | 18               | 17               | 116              | 54               | 11               | 28               | 36               | 19                 | 16               | 73               | 28               | 57                   | 14               |
| Dinamarca          | 6                | 33               | 15               | 51               | 5                | 6                | 37               | 30               | 103              | 0                | 1                | 30               | 17               | 116              | 56               | 11               | 28               | 46               | 19                 | 16               | 81               | 29               | 62                   | 14               |
| Alemanha           | 6                | 34               | 15               | 56               | 5                | 6                | 40               | 30               | 107              | 0                | 1                | 30               | 17               | 128              | 56               | 11               | 34               | 54               | 19                 | 16               | 88               | 39               | 62                   | 16               |
| Suíça              | 6                | 34               | 15               | 56               | 5                | 6                | 40               | 30               | 109              | 0                | 1                | 30               | 18               | 138              | 68               | 11               | 40               | 57               | 19                 | 16               | 95               | 44               | 70                   | 20               |
| Croácia            | 6                | 36               | 19               | 62               | 5                | 13               | 48               | 30               | 121              | 0                | 4                | 30               | 18               | 138              | 69               | 11               | 40               | 57               | 29                 | 16               | 95               | 44               | 75                   | 20               |
| Suécia             | 6                | 36               | 19               | 68               | 5                | 13               | 51               | 37               | 126              | 0                | 4                | 38               | 18               | 150              | 69               | 11               | 40               | 57               | 29                 | 18               | 105              | 45               | 79                   | 20               |
| Macedónia do Norte | 7                | 36               | 19               | 68               | 5                | 25               | 59               | 37               | 133              | 2                | 8                | 38               | 18               | 150              | 69               | 11               | 50               | 63               | 29                 | 18               | 108              | 50               | 79                   | 20               |
| Finlândia          | 7                | 36               | 19               | 76               | 5                | 25               | 59               | 37               | 138              | 2                | 8                | 38               | 18               | 160              | 71               | 11               | 56               | 70               | 29                 | 18               | 120              | 54               | 80                   | 23               |
| Letónia            | 7                | 36               | 22               | 86               | 5                | 25               | 63               | 43               | 18               | 2                | 8                | 45               | 18               | 172              | 79               | 13               | 56               | 70               | 29                 | 18               | 120              | 54               | 81                   | 28               |
| Turquia            | 7                | 39               | 28               | 88               | 5                | 25               | 68               | 53               | 138              | 2                | 8                | 45               | 18               | 173              | 79               | 13               | 64               | 82               | 29                 | 18               | 120              | 54               | 88                   | 32               |
| Irlanda            | 7                | 40               | 28               | 95               | 5                | 25               | 71               | 57               | 148              | 2                | 8                | 45               | 18               | 185              | 84               | 13               | 64               | 88               | 29                 | 18               | 128              | 54               | 88                   | 34               |
| Áustria            | 7                | 40               | 28               | 98               | 5                | 25               | 73               | 57               | 155              | 2                | 8                | 45               | 18               | 195              | 96               | 14               | 70               | 88               | 29                 | 18               | 136              | 59               | 92                   | 34               |
| Lugar              | 22º              | 13º              | 16º              | 4º               | 23º              | 17º              | 8º               | 11º              | 2º               | 24º              | 21º              | 12º              | 18º              | 1º               | 5º               | 20º              | 9º               | 7º               | 15º                | 18º              | 3º               | 10º              | 6º                   | 14º              |
| Países Votantes    | Israel           | Países Baixos    | Reino Unido      | Estónia          | França           | Roménia          | Malta            | Noruega          | Rússia           | Bélgica          | Chipre           | Islândia         | Espanha          | Dinamarca        | Alemanha         | Suíça            | Croácia          | Suécia           | Macedónia do Norte | Finlândia        | Letónia          | Turquia          | República da Irlanda | Áustria          |
| Países Votantes    | Países Pontuados |                  |                  |                  |                  |                  |                  |                  |                  |                  |                  |                  |                  |                  |                  |                  |                  |                  |                    |                  |                  |                  |                      |                  |

#### 12 pontos
Os países que receberam 12 pontos foram os seguintes:
| # | Países Pontuados | Países Votantes                                                           |
| - | ---------------- | ------------------------------------------------------------------------- |
| 8 | Dinamarca        | Alemanha, Islândia, Irlanda, Israel, Letónia, Reino Unido, Rússia, Suécia |
| 4 | Letónia          | Bélgica, Estónia, Finlândia, Noruega                                      |
| 4 | Rússia           | Croácia, Chipre, Malta, Roménia                                           |
| 3 | Alemanha         | Áustria, Espanha, Suíça                                                   |
| 2 | Turquia          | França, Países Baixos                                                     |
| 1 | Islândia         | Dinamarca                                                                 |
| 1 | Roménia          | Macedónia                                                                 |
| 1 | Suécia           | Turquia                                                                   |

### Média de pontuações
| #   | País                 | Pontuação em 1995 | Pontuação em 1996 | Pontuação em 1997 | Pontuação em 1998 | Pontuação em 1999 | Total | Média  |
| --- | -------------------- | ----------------- | ----------------- | ----------------- | ----------------- | ----------------- | ----- | ------ |
| -   | Reino Unido          | 76                | 77                | 227               | 166               | 38                | 584   | 116,8  |
| 1º  | Israel               | 81                | -                 | -                 | 172               | 93                | 346   | 115,33 |
| -   | Suécia               | 100               | 100               | 36                | 53                | 163               | 452   | 90,4   |
| 2º  | Irlanda              | 44                | 162               | 157               | 64                | 18                | 445   | 89     |
| 3º  | Croácia              | 91                | 98                | 24                | 131               | 79*               | 423   | 84,6   |
| 4º  | Malta                | 76                | 68                | 66                | 165               | 32                | 407   | 81,4   |
| 5º  | Países Baixos        | -                 | 78                | 5                 | 150               | 71                | 304   | 76     |
| 6º  | Estónia              | -                 | 94                | 82                | 36                | 90                | 302   | 75,5   |
| 7º  | Noruega              | 148               | 114               | 0                 | 79                | 35                | 376   | 75,2   |
| 8º  | Dinamarca            | 92                | -                 | 25                | -                 | 71                | 188   | 62,67  |
| -   | Alemanha             | 1                 | -                 | 22                | 86                | 140               | 249   | 62,25  |
| 9º  | Islândia             | 31                | 51                | 18                | -                 | 146               | 246   | 61,5   |
| 10º | Chipre               | 79                | 72                | 98                | 37                | 2                 | 288   | 57,6   |
| 11º | Áustria              | 67                | 68                | 12                | -                 | 65                | 212   | 53     |
| -   | Espanha              | 119               | 17                | 96                | 21                | 1                 | 254   | 50,8   |
| 12º | Turquia              | 21                | 57                | 121               | 25                | 21                | 245   | 49     |
| 13º | Bélgica              | 8                 | 22                | -                 | 122               | 38                | 190   | 47,5   |
| 14º | Eslovénia            | 84                | 16                | 60                | 17                | 50                | 227   | 45,4   |
| -   | França               | 94                | 18                | 95                | 3                 | 14                | 224   | 44,8   |
| 15º | Bósnia e Herzegovina | 14                | 13                | 22                | -                 | 86                | 135   | 33,75  |
| 16º | Portugal             | 5                 | 92                | 0                 | 36                | 12                | 145   | 29     |
| 17º | Polónia              | 15                | 31                | 54                | 19                | 17                | 136   | 27,2   |
| 18º | Lituânia             | -                 | -                 | -                 | -                 | 13                | 13    | 13     |

* Croácia perdeu um terço da sua pontuação média devido ao facto de usarem uma faixa audio de voz na atuação, fazendo com que o país perdesse 33% da pontuação na média.

## Artistas repetentes
Alguns artistas repetiram a sua experiência Eurovisiva. Em 2000, os repetentes foram:
| País (2000) | Foto                        | Artista                | Ano Anterior                 | País Representado | Canção                                  | Tradução                 | Pontuação | Classificação |
| ----------- | --------------------------- | ---------------------- | ---------------------------- | ----------------- | --------------------------------------- | ------------------------ | --------- | ------------- |
| Suíça       |                             | Al Bano (como corista) | ESC 1976 (com Romina Power)  | Itália            | "We'll live it all again (lo rivivrei)" | 'Nós reviveremos de novo | 69        | 7º            |
| Suíça       | ESC 1985 (com Romina Power) | Al Bano (como corista) | Itália                       | "Magic Oh Magic"  | Magia, Oh Magia                         | 78                       | 7º        |               |
| Chipre      |                             | Alexandros Panayi      | ESC 1995                     | Chipre            | "Sti Fotia"                             | No fogo                  | 79        | 9º            |
| Espanha     |                             | Serafín Zubiri         | ESC 1992                     | Espanha           | "Todo esto es la música"                | Tudo isto é música       | 37        | 14º           |
| Suécia      |                             | Roger Pontare          | ESC 1994 (com Marie Bergman) | Suécia            | "Stjärnorna"                            | As estrelas              | 48        | 13º           |